# Bulbophyllum pseudopelma
Bulbophyllum pseudopelma là một loài phong lan thuộc chi Bulbophyllum.